# Simfonia núm. 10 (Weinberg)
La Simfonia núm. 10 en la menor per a orquestra de corda, op. 98, de Mieczysław Weinberg va ser acabada el 1968. Va ser estrenada el 8 de desembre de 1968 a la petita sala del Conservatori de Moscou amb Rudolf Barxai, a qui està dedicada, dirigint l'Orquestra de Cambra de Moscou. Posteriorment, el 1970, el mateix director en faria una gravació per al segell Olympia.

## Moviments
- I. Concerto Grosso. Grave
- II. Pastorale. Lento
- III. Canzona. Andantino
- IV. Burlesque. Allegro Molto
- V. Inversion. L'Istesso Tempo[2]

## Origen i context
La música és alternativament barroca i del segle xx. A causa del caràcter de concerto grosso, totes les parts (violí, viola, violoncel, contrabaix) emergeixen ocasionalment com a instruments solistes, mentre que en altres ocasions hi ha un conjunt. Fins aleshores, havia estat l'obra més experimental de Weinberg; el segon moviment s'endinsa en una dodecafonia lliure que evoca, de manera llunyana, el serialisme del Concert per a violí d'Alban Berg.

## Música
Aquesta simfonia, de caràcter experimental i fosc, juga amb una instrumentació reduïda que li confereix una intensitat quasi de cambra. Amb el violoncel com a eix central, l’obra alterna passatges lluminosos amb retorns a la foscor, creant un teixit sonor ple de contrastos inesperats, esclats forts i glissandi vertiginosos. Segons Arloff, la simfonia «és tan exigent que no us deixa anar fàcilment i és gairebé irresistible la sensació que cal tornar-la a escoltar, quan segur que descobrireu més capes. Aneu amb compte, però, ja que us deixen força drenats».
Aquesta simfonia destaca per la seva intimitat més que per la grandiositat. Al llarg de cinc moviments, transita per una elaborada fantasia neo-barroca amb influències de Vivaldi, especialment en el primer moviment. Els moviments centrals són introspectius, mentre que el quart es caracteritza per una escriptura animada per a cordes. El final, amb una creixent consonància, culmina en una conclusió frenètica i percussiva.